# Сан Джакомо дели Скиавони
Сан Джа̀комо дели Скиаво̀ни (на италиански: San Giacomo degli Schiavoni) е село и община в Южна Италия, провинция Кампобасо, регион Молизе. Разположено е на 169 m надморска височина. Населението на общината е 1428 души (към 2010 г.).